# Fulminación
En el ámbito eclesiástico, se da el nombre de fulminación a la publicación y anatema de una excomunión. 
En este sentido se ha usado la palabra fulminar para denotar que las censuras de la Iglesia son temibles, y en efecto eran tanto o más que el rayo. Después se ha llamado así a la publicación o aprobación de todos los rescriptos de Roma.
Se llama también fulminación la sentencia del obispo o del oficial a quien el Papa comete la ejecución de las bulas. Hablando de sentencia que contiene anatema, la fulminación es la denunciación pública de la misma.